# 张兆旭
张兆旭（1987年11月18日—），山东烟台人，中国已退役篮球运动员，司职中锋，篮板球和盖帽能力比较突出，但进攻手段较为单薄，力量也不够出色。张兆旭于2007年进入加利福尼亚大学伯克利分校学习，随后代表该校参加NCAA比赛，不过表现并不出众。
真正让他成名是在2009年世界大学生运动会的男篮比赛，他多次拿下三双的数据，成为第一位在大运会甚至国际赛场上打出盖帽三双的中国球员，6场比赛场均18分、17.3篮板和5.7次盖帽。之后入选中国男篮，一直是球队中内线重要替补球员，先后随中国男篮参加了2010年世界籃球錦標賽、2010年亚运会、2011年亚洲篮球锦标赛、2012年夏季奥林匹克运动会篮球比赛。

## 经历
张兆旭出生于山东烟台，父亲身高1米95，母亲1米7，但双亲和体育运动并无瓜葛。张兆旭从小学习不错，还有近视眼(现近视度数有900度，打球时需戴隐形眼镜)。小学、初中时的体育成绩也很一般，一次有教练想让这个大个子从事体育，但听说他的考试成绩还是学校第一，也就没有让他去。
2002年，初中毕业后的张兆旭在暑假来到烟台市体校篮球队学习，当时身高2米05的他被教练发掘，后来进入烟台市体校。一年后又进入了山东省体校，还进入国家少年队。
2005年，张兆旭通过某运动品牌的训练营选拔到美国的全球训练营，在2006年代表加利福利亚极限队参加美国业余体育联盟的比赛。
2007年，进入加利福尼亚大学伯克利分校学习，代表该校参加NCAA，并是该校历史上最高的球员(2米21)。不过虽然拥有高大的身材，盖帽能力很突出，但由于实在缺乏力量对抗，当时的体能水平也一般，故在球队也仅仅是作为替补。
2009年，在大运会上一鸣惊人，6场比赛场均18分、17.3篮板和5.7次盖帽。
2010年，他在NCAA该年度的比赛中取得场均3.8分2.9板1.6个盖帽的数据(场均时间不到11分钟)，其中盖帽列赛区第二，是伯克利分校篮球队内线主要球员。他的体重也从刚入校的245磅增加到260磅。同年9月，随中国男篮参加了世界篮球锦标赛。是近几年来，中国男篮出色的大个子球员之一。
为了参加广州亚运会篮球比赛，张兆旭决定暂时休学，将错过伯克利分校的秋季学期，对于他的决定，伯克利分校男篮主教练迈克-蒙哥马利表示支持。不过在此期间，张兆旭仍将通过上网、电邮等方式学习，但错过NCAA的新赛季也是无可奈何的事。
2010年11月1日，张兆旭加盟CBA球队上海大鲨鱼，开始征战国内联赛。2010-11赛季，受伤病影响，共出场24次，场均7分6板，表现平平。
在该队效力了11个赛季后，上海大鲨鱼于2021年7月7日宣布其离队。8月17日，天津先行者宣布张兆旭加入球队，双方订立为期2年的顶薪合同。2023年4月，张兆旭宣布退役。

## 2012年奥运会
在2012年奥运会比赛中，中国队在小组赛中先后输给西班牙、俄罗斯、澳大利亚、巴西等，小组赛未能出线。

## 评价
对于在2010年世界篮球锦标赛招入张兆旭的做法，中国队主教练邓华德表示张兆旭是一名很有潜力的球员，招入他主要是为了2012年伦敦奥运会锻炼人才。